# GPR19
GPR19, G protein-spregnuti receptor 19, je protein koji je kod čoveka kodiran GPR19 genom.

## Literatura
1. ↑  „Entrez Gene: GPR19 G protein-coupled receptor 19”.

## Dodatna literatura
- O'Dowd BF; Nguyen T; Lynch KR;  . (1996). „A novel gene codes for a putative G protein-coupled receptor with an abundant expression in brain.”. FEBS Lett. 394 (3): 325—9. PMID 8830667. doi:10.1016/0014-5793(96)00901-5.
- Montpetit A, Sinnett D (1999). „Physical mapping of the G-protein coupled receptor 19 (GPR19) in the chromosome 12p12.3 region frequently rearranged in cancer cells.”. Hum. Genet. 105 (1-2): 162—4. PMID 10480372. doi:10.1007/s004390051080.
- Otsuki T; Ota T; Nishikawa T;  . (2007). „Signal sequence and keyword trap in silico for selection of full-length human cDNAs encoding secretion or membrane proteins from oligo-capped cDNA libraries.”. DNA Res. 12 (2): 117—26. PMID 16303743. doi:10.1093/dnares/12.2.117.